# HD 47306
HD 47306 ( eller HR 2435) är en ensam stjärna i den norra delen av stjärnbilden Kölen, som också har Bayer-beteckningen N Carinae. Den har en skenbar magnitud av ca 4,35 och är svagt synlig för blotta ögat där ljusföroreningar ej förekommer. Baserat på parallaxmätning inom Hipparcosuppdraget på ca 2,4 mas, beräknas den befinna sig på ett avstånd på ca 1 360 ljusår (ca 420 parsek) från solen. Den rör sig bort från solen med en heliocentrisk radialhastighet på ca 23 km/s.

## Egenskaper
HD 47306 är en vit till blå ljusstark jättestjärna av spektralklass A0 II, som tidigare tilldelats spektralklass B9 III, vilken ibland fortfarande används. Den har en massa som är ca 8 solmassor, en radie som är ca 3,6 solradier och har ca 3 411 gånger solens utstrålning av energi från dess fotosfär vid en effektiv temperatur av ca 8 000 K.